# Заварзина, Алёна Игоревна
Алёна Игоревна Заварзина (род. 27 мая 1989, Новосибирск) — российская сноубордистка, выступающая в параллельном гигантском слаломе, параллельном слаломе и сноуборд-кроссе. Бронзовый призёр Олимпийских игр 2014 года, чемпионка мира 2011 года, победительница этапов Кубка мира, призёр юниорских чемпионатов мира по сноуборду. Заслуженный мастер спорта России. Личный тренер — Д. В. Тихомиров.
Являлась военнослужащей войск национальной гвардии Российской Федерации, занимала должность старшего инструктора спортивной команды при управлении Центрального округа войск национальной гвардии, имеет воинское звание «прапорщик».

## Биография
В сноуборд пришла в 10 лет. Изначально специализировалась в биг-эйр и только через год перешла в параллельные дисциплины.
На кубке мира дебютным для Заварзиной стал этап в голландском Ландграфе 13 октября 2006 года. Также, параллельно кубку мира, Алёна участвовала в гонках на этапах кубка Европы.
Первые успехи пришли в 2008 году, когда Алёна стала третьей на юниорском чемпионате мира и 3-й в итоговом зачёте кубка Европы.
В следующем 2009 году Заварзина завоевала серебро юниорского чемпионата мира в параллельном гиганте (олимпийская дисциплина), и стала второй в кубке Европы.
Всего на этапах кубка Европы в 2008 и 2009 годах было одержано 4 победы и ещё 5 раз Заварзина поднималась на подиум.
Сезон 2009/10 оказался лучшим в карьере спортсменки. Заварзина заняла 8-е место в итоговом зачёте кубка мира по параллельным видам. В сезоне Алёна одержала победу на этапе в США (первую в своей карьере), стала второй на этапе в Канаде. Кроме этого была 4-й на этапе в Москве и 6-й на этапе в Крайхсберге (Австрия). 
На Олимпиаде в Ванкувере Заварзина выступила неудачно. Не сумев квалифицироваться в 1/8 финала, в итоге стала 17-й.
Завершила сезон Заварзина 7 апреля 2010 года, на чемпионате России по сноубордингу в Красноярске, где завоевала свою первую национальную награду, «серебро» в параллельном слаломе.
19 января 2011 года Заварзина стала чемпионкой мира в параллельном гигантском слаломе.
Приказом Минспорттуризма РФ от 5 сентября 2011 года Алёне Заварзиной присвоено звание «Заслуженного мастера спорта России».
19 февраля 2014 года завоевала бронзовую медаль Олимпийских игр в Сочи в параллельном гигантском слаломе, а через несколько минут её муж Вик Уайлд, сменивший гражданство США на российское, стал олимпийским чемпионом в той же дисциплине у мужчин.
В сезоне 2016/17 заняла второе место в зачёте параллельных дисциплин в Кубке мира по сноуборду (после Эстер Ледецкой), выиграв зачёт параллельного гигантского слалома впервые в карьере.
31 августа 2018 года спортсменка заявила о завершении спортивной карьеры.
В настоящее время спортивный аналитик сборной команды России по сноуборду.
В 2019 году переехала в Лондон, чтобы изучать графический дизайн в престижном Центральном колледже искусства и дизайна имени Святого Мартина.
Летом 2021 года выпустила автобиографическую книгу «Неспортивное поведение. Как потерпеть неудачу и не облажаться».

## Результаты выступлений в Кубке мира
| 2014-15 Итоги | 2014-15 Итоги | Карезза | Монтафон | Монтафон | Бад Гаштайн | Бад Гаштайн | ЧМ Крайшберг | ЧМ Крайшберг | Рогла | Сюделфельд | Асахикава | Асахикава | Москва | Винтерберг |
| Очков         | Место         | ПГС     | ПСЛ      | КГ/ПСЛ   | ПСЛ         | КГ/ПСЛ      | ПГС          | ПСЛ          | ПГС   | ПГС        | ПГС       | ПСЛ       | ПСЛ    | ПСЛ        |
| 1780          | 9             | 40      | 3        | 6        | 25          | 25          | 2            | 5            | 11    | 31         | 9         | 5         | 24     | 3          |

| 2013-14 Итоги | 2013-14 Итоги | Карезза | Карезза | Бад Гаштайн | Бад Гаштайн | Рогла | Сюделфельд | ОИ Сочи | ОИ Сочи | Ла-Молина |
| Очков         | Место         | ПГС     | ПСЛ     | ПСЛ         | ПСЛ         | ПГС   | ПГС        | ПГС     | ПСЛ     | ПГС       |
| 254           | 35            | 23      | 32      | 30          | DNF         | 32    | 22         | 3       | 13      | CANC      |

| 2012-13 Итоги | 2012-13 Итоги | Карезза | Бад Гаштайн | Бад Гаштайн | ЧМ Стоунхем | ЧМ Стоунхем | Сюделфельд | Рогла | Сочи | Сочи | Москва | Ароза | Ла-Молина | Сьерра-Невада |
| Очков         | Место         | ПГС     | ПСЛ         | ПСЛ         | ПГС         | ПСЛ         | ПГС        | ПГС   | ПГС  | ПСЛ  | ПСЛ    | ПГС   | ПГС       | ПГС           |
| 1970          | 12            | 32      | 8           | 4           | 5           | 9           | CANC       | 9     | 11   | CANC | 19     | 4     | 37        | CANC          |

| 2011-12 Итоги | 2011-12 Итоги | Ландграф | Теллюриде | Карезза | Карезза | Яуэрлинг | Бад Гаштайн | Сюделфелд | Стоунхем | Москва | Ла-Молина | Вальмаленко |
| Очков         | Место         | ПСЛ      | ПГС       | ПГС     | ПСЛ     | ПСЛ      | ПГС         | ПГС       | ПГС      | ПСЛ    | ПГС       | ПГС         |
| 1490          | 17            | 12       | 8         | 16      | 22      | 12       | 25          | DSQ       | 17       | 16     | DSQ       | 17          |

| 2010-11 Итоги | 2010-11 Итоги | Ландграф | Лимоне Пьермонте | Лимоне Пьермонте | Теллюриде | Бад Гаштайн | ЧМ Ла-Молина | ЧМ Ла-Молина | Ёнпхён | Стоунхем | Москва | Вальмаленко | Ароза |
| Очков         | Место         | ПСЛ      | ПГС              | ПСЛ              | ПГС       | ПСЛ         | ПГС          | ПСЛ          | ПГС    | ПГС      | ПСЛ    | ПГС         | ПГС   |
| 2168          | 11            | 3        | 2                | 5                | 31        | 9           | 1            | 32           | -      | -        | -      | -           | -     |

| 2009-10 Итоги | 2009-10 Итоги | Ландграф | Лимоне Пьермонте | Теллюриде | Теллюриде | Крайшберг | Нендаз | Стоунхем | Сюделфелд | Ванкувер ОИ | Москва | Вальмаленко | Ла-Молина |
| Очков         | Место         | ПСЛ      | ПГС              | ПГС       | ПГС       | ПГС       | ПГС    | ПГС      | ПГС       | ПГС         | ПСЛ    | ПГС         | ПГС       |
| 3331          | 8             | 6        | CANC             | 32        | 1         | 6         | 28     | 2        | 36        | 17          | 4      | 27          | 19        |

| 2008-09 Итоги | 2008-09 Итоги | Ландграф | Лимоне Пьермонте | Ароза | Крайшберг | Крайшберг | Канвондо ЧМ | Канвондо ЧМ | Сюделфелд | Ванкувер (Сайпресс-Маунтин) | Стоунхем | Сандей Ривер | Ла Молина | Валмаленко |
| Очков         | Место         | ПСЛ      | ПГС              | ПСЛ   | ПГС       | ПСЛ       | ПГС         | ПСЛ         | ПГС       | ПГС                         | ПГС      | ПГС          | ПГС       | ПГС        |
| 40            | 53            | 28       | -                | -     | -         | -         | 21          | -           | -         | СANC                        | 40       | DSQ          | 42        | -          |

| 2006-07 Итоги | 2006-07 Итоги | Ландграф | Зёльден | Мареббе | Бад Гаштайн | Бад Гаштайн | Ароза ЧМ | Ароза ЧМ | Нендаз | Бардонеккия | Шуколово | Фурано | Канвондо | Стоунхем |
| Очков         | Место         | ПСЛ      | ПГС     | ПГС     | ПСЛ         | ПСЛ         | ПГС      | ПСЛ      | ПСЛ    | ПГС         | ПСЛ      | ПГС    | ПГС      | ПГС      |
| 28            | 59            | 31       | -       | -       | -           | -           | -        | -        | -      | -           | -        | -      | -        | -        |

## Зачёт кубка мира

### Общий зачёт (до 2012 года)
- 2006/2007 — 136-е место (28 очков)
- 2008/2009 — 160-е место (40 очков)
- 2009/2010 — 11-е место (3331 очков)
- 2010/2011 — 5-е место (2168 очков)

### Зачёт по параллельным видам
- 2006/2007 — 59-е место (28 очков)
- 2008/2009 — 53-е место (40 очков)
- 2009/2010 — 8-е место (3331 очко)
- 2010/2011 — 11-е место (2168 очков)
- 2011/2012 — 17-е место (1490 очков)
- 2012/2013 — 14-е место (1056 очков)
- 2013/2014 — 35-е место (254 очка)
- 2014/2015 — 13-е место (2338 очков)
- 2015/2016 — 8-е место (2230 очков)
- 2016/2017 — 2-е место (4500 очков)

### Зачёт по параллельному слалому(с сезона 2012/13)
- 2012/2013 — 10-е место (940 очков)
- 2013/2014 — 43-е место (58 очков)
- 2014/2015 — 9-е место (1780 очков)
- 2015/2016 — 6-е место (1650 очков)
- 2016/2017 — 14-е место (600 очков)

### Зачёт по параллельному гигантскому слалому(с сезона 2012/13)
- 2012/2013 — 10-е место (940 очков)
- 2013/2014 — 26-е место (196 очков)
- 2014/2015 — 20-е место (558 очков)
- 2015/2016 — 13-е место (580 очков)
- 2016/2017 —  (3900 очков)

## Награды и звания

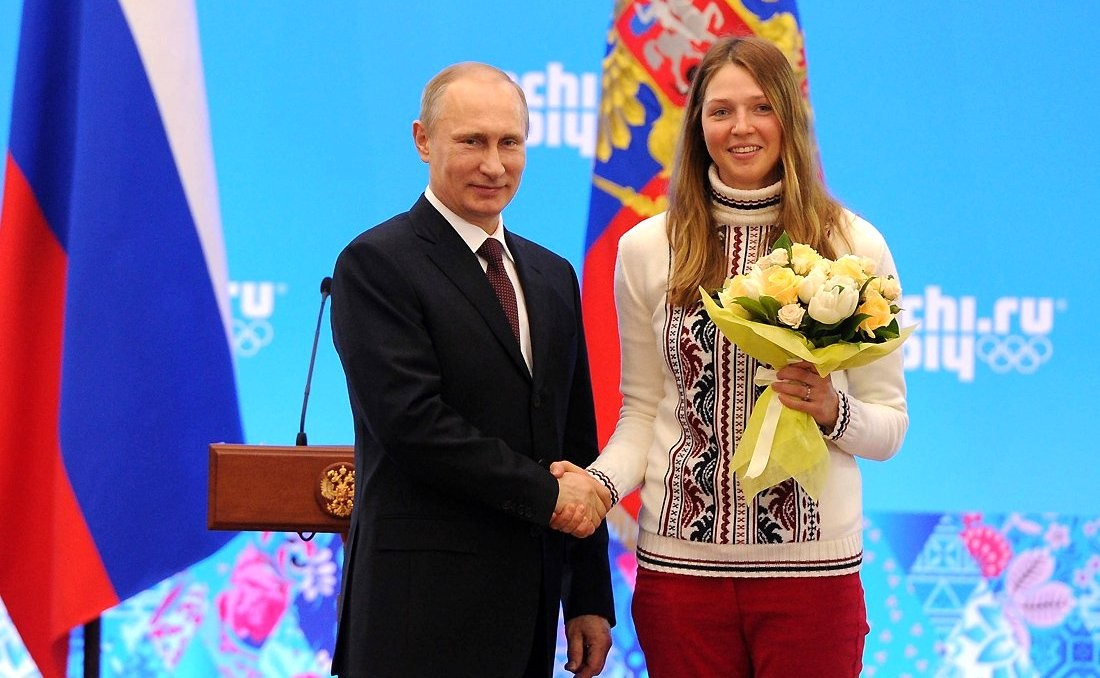
Медалью ордена «За заслуги перед Отечеством» второй степени награждена бронзовый призёр Олимпийских игр в сноуборде Алёна Заварзина

- Медаль ордена «За заслуги перед Отечеством» II степени (24 февраля 2014 года) — за большой вклад в развитие физической культуры и спорта, высокие спортивные достижения на XXII Олимпийских зимних играх 2014 года в городе Сочи[7][8].
- Заслуженный мастер спорта России (05 сентября 2011 года)[9].
- Нагрудный знак «За отличие в службе» II степени (2018 год, Росгвардия)[10].

## Вне спорта
Студентка Московского государственного педагогического университета, в 2017 году заканчивает Московский технологический институт (Россия).
Хобби — живопись, фотография.
Разведена. Бывший муж — Вик Уайлд, бывший член сборной США по параллельному слалому, ныне успешно выступающий за Россию и получивший российское гражданство в 2012 году. Свадьбу Вик и Алёна играли летом 2011 года в Новосибирске, причём невесту Вику пришлось «выкупать» за шоколадку «Алёнка».
С 2013 года Вик и Алёна — члены совета директоров Петродворцового Часового Завода (торговая марка «Ракета»).